# Manglares de Nueva Guinea
Los manglares de Nueva Guinea constituyen una ecorregión de manglares que abarca extensas zonas a lo largo de la costa de Nueva Guinea, una isla de grandes dimensiones en la zona occidental del Océano Pacífico al norte de Australia.  

## Ubicación y descripción

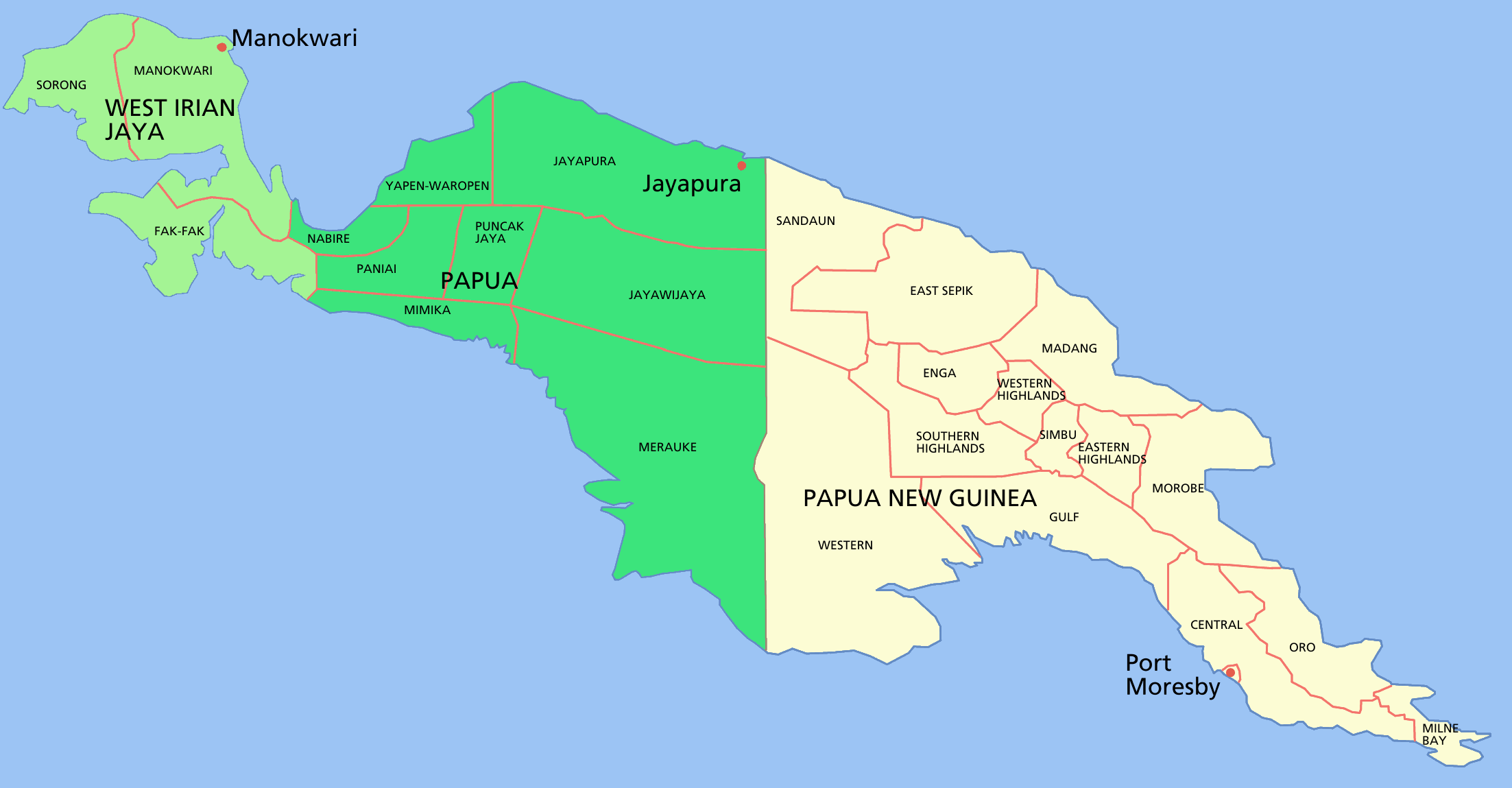
Isla de Nueva Guinea.

Los manglares de Nueva Guinea cubren un área de unos 26,800 km², especialmente en la zona de desembocadura de los ríos en la costa sur de la isla. Esta ecorregión contiene la mayor diversidad de especies de manglares del mundo y ellos son un hábitat importante para la vida salvaje. En la zona de la costa norte de Nueva Guinea se encuentran manglares en las bocas de los ríos Sepik y Ramu en la zona este de la bahía de Cenderawasih, y la bahía de Dyke Ackland y el estrecho de Ward Hunt. Sin embargo las zonas más extensas se encuentran en la costa sur en las bocas de los ríos Purari, Kikori y Fly como también en la bahía Bintuni y otras zonas del sur de la península de Doberai. Algunas zonas como ser la del delta del Kikori tienen manglares más grandes y densos que otras. La costa de Nueva Guinea tiene un clima monzónico además de contar con una zona de costa seca tipo sabana y pastizales trans Fly en la costa sur.

### El crecimiento de los manglares
Para su existencia los manglares dependen de una serie de complejos procesos dinámicos relacionados con las mareas naturales que crean las condiciones necesarias para que puedan vivir. Los ríos depositan sedimentos, que junto con la acción de las olas y las corrientes costeras, modifican la zona de mareas en las cuales se desarrollan los manglares. Todas las especies de manglares poseen ciertas características en común. Entre ellas se cuentan una tolerancia a una salinidad del suelo elevada, tolerancia a estar sumergidos en el agua, o a asentarse en terrenos saturados de agua, y a vivir en condiciones con bajo contenido de oxígeno. El uso del agua para ayudar a dispersar las plantas jóvenes es una característica propia de los manglares. A causa de los suelos saturados en agua en los que se asientan los manglares, ellos han desarrollado adaptaciones especiales para sobrevivir. Por ejemplo, los manglares Negros sobreviven en terrenos saturados de agua utilizando unas especies de "raíces snorkels" especiales denominadas pneumatoforos. Estas estructuras se encuentran recubiertas por pequeños orificios llamados lenticelas que le permiten respirar a las raíces de manera similar a como un snorkel permite respirar estando bajo el agua. Para intentar compensar el obstáculo de la salinidad en la que habitan estos árboles, también han desarrollado algunas adaptaciones. Ellos pueden concentrar una gran cantidad de la sal en las hojas más antiguas, que pronto se desprenderan, acarreando la sal en exceso con ellas. Algunas especies poseen glándulas salinas que excretan sal hacia la superficie de las hojas desde será lavada por la lluvia.
Los manglares se desarrollan a partir de semillas denominadas propágulo, las cuales germinan mientras aún permanecen ligadas al árbol. La semilla posee una forma cilíndrica alargada que se desprende del árbol progenitor y o bien se clava en el fango próximo a su progenitor o bien flota hacia el mar. Estas semillas poseen una cubierta de protección sumamente resistente que les permite flotar y sobrevivir durante períodos de tiempo prolongados en los cuales pueden llegar a viajar largas distancias. Finalmente las plantulas llegan a un punto final en su viaje y si las condiciones son favorables, las raíces comenzaran a fijarse al suelo, formando un nuevo árbol manglar. La dispersión de estas jóvenes plántulas vivas se denomina vivípara, o nacimiento de seres que viven desde su llegada al mundo, muy similar al caso de los mamíferos.

## Importancia ecológica
Los bosques de manglar funcionan como "purificadores naturales". Por ejemplo, ellos interceptan los nutrientes que escurren de los campos, contaminantes, y partículas en suspensión antes que estos contaminantes lleguen a aguas profundas. Ellos también ayudan a prevenir la erosión costera al estabilizar a los sedimentos las mismas sirven de zona de desarrollo y reproducción de peces que poseen valor económico y sirven de punto de apoyo o residencia de oragnismos tales como aves migratorias, mamíferos, y peces.

## Flora
El espectro de zonas con depósitos sedimentarios nuevos y antiguos, de distintas profundidades, y las variaciones de salinidad producto de la mezcla del agua marina salada y de agua dulce dan lugar a una diversidad de hábitats que son el hogar de diferentes especies. En la línea costera especies pioneras como las especies de Avicennia, Avicennia alba y Avicennia marina son por lo general las primeras que se asientan, mientras que la Sonneratia crece en los arroyuelos de la zona barrida por la marea. Su complejo conjunto de raíces promueve la sedimentación y el crecimiento que luego genera sombra lo cual permite desarrollarse a la Rhizophora mucronata , que suplanta a la Avicennia y Sonneratia que no toleran la sombra. Luego la Rhizophora apiculata  y la Bruguiera parviflora, (y en forma ocasional Bruguiera gymnorrhiza) son las que les siguen pero aún en aguas que poseen una concentración salina superior al 10%. Los bosques de manglares maduros incluyen a las especies Xylocarpus, Lunmitzera, y Heritiera. La Papuan mahogany Xylocarpus granatum puede formar estructuras monotipo, que pueden alcanzar 20 m de altura, con troncos entrelazados de más de un metro de diámetro.
En las zonas en las cuales el flujo de agua dulce crea un medio de aguas salobres de menor salinidad es común encontrar a la palma del manglar Nypa fruticans, junto con la Xylocarpus granatum y Heritiera littoralis. Los manglares que bordean bosque de pantanos de agua dulce incluyen ejemplares de Bruguiera sexangula, Camptostemon schultzii, Dolichandrone spathacea, Diospyros spp., Excoecaria agallocha, Heritiera littoralis, Rhizophora apiculata, y Xylocarpus granatum, junto con especies típicas de bosques de pantanos de agua dulce, tales como Calophyllum spp., Kwila (Intsia bijuga), Myristica hollrungii, y Amoora cucullata.

## Fauna

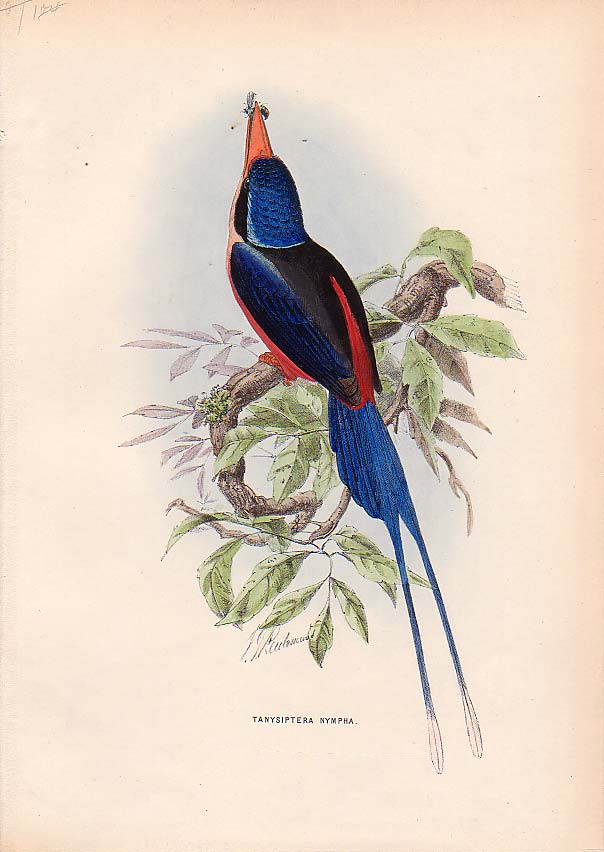
Ninfa tanysiptera.

Estos entornos en permanente transformación no alojan una gran variedad de mamíferos, si bien el gran murciélago con cola (Emballonura furax) es un habitante cuasi-endémico. Muchas especies de aves habitan estos bosques incluidas el rállido no volador de Papúa, mientras que entre las aves endémicas o cuasi-endémicas se cuentan las siguientes: talégalo de Cuvier, ptilope de Wallace, Western Crowned Pigeon, Salvadori's Fig Parrot, Black Lory, Brown Lory, Papuan swiftlet, Red-breasted Paradise-kingfisher, White-bellied Pitohui, y el Olive-crowned Flowerpecker. Entre los reptiles que se han observado en los manglares de Nueva Guinea en las islas Daru y Bobo (Bristow ), Provincia Occidental de Papúa Nueva Guinea se encuentran el Estuarine crocodile (Crocodylus porosus), Littoral skink (Emoia atrocostata), Mangrove monitor (Varanus indicus), Amethystine python (Morelia amethistina), serpiente comedora de cangrejos del manglar (Fordonia leucobalia), y serpiente del manglar de Richardson (Myron richardsonii). Todas estas especies se encuentran asociadas en un grado importante con los manglaes en la zona sur de Nueva Guinea.